# Georg Paul Gustav Bosse

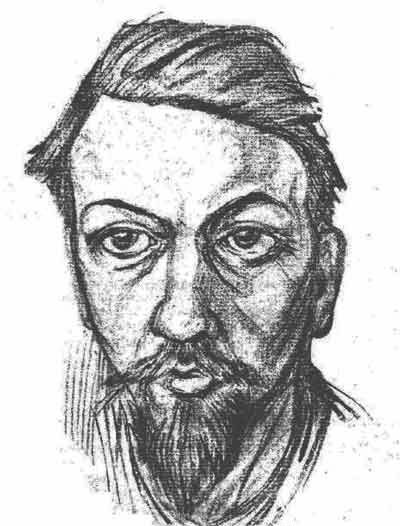
G. Bosse im Februar 1918

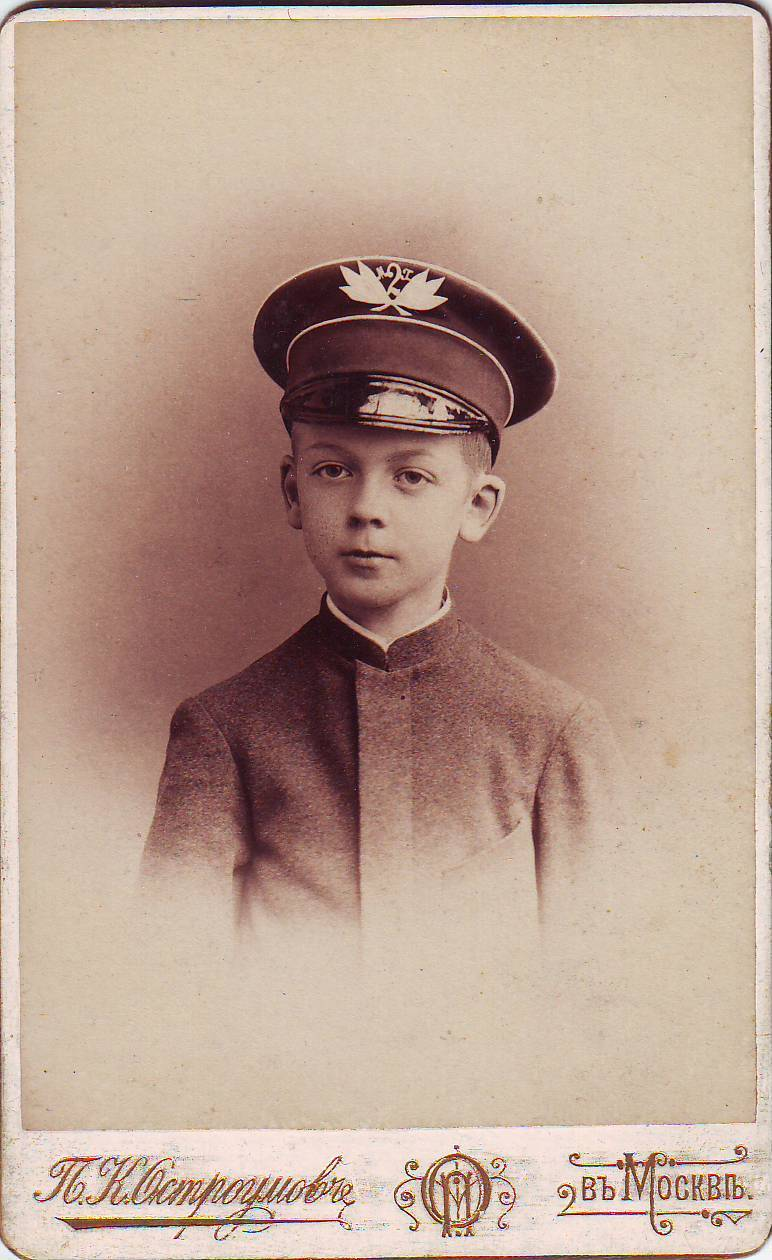
Georg Bosse, Schüler des 2. Moskauer Gymnasiums

Georg Paul Gustav Bosse (russisch Георгий Павел Густавович Боссе(э) Georgi Pawel Gustawowitsch Bosse; * 10. Februar 1887 in Moskau; † 1965 ebenda) war ein sowjetischer Biowissenschaftler, Botaniker und Hochschullehrer.

## Biografie
Bosse besuchte ab 1897 das 2. Männergymnasium in Moskau (am Jelochowskaja-Platz), studierte anschließend an der Moskauer Universität in den Fachbereichen Physik und Mathematik, und machte dort 1913 seinen Abschluss.
Während seines Studiums trat er 1911 der Moskauer Esperanto-Gesellschaft bei und wurde bald darauf eines ihrer Vorstandsmitglieder.
1915 arbeitete er an der Nowotscherkassker Don-Gesellschaft zur Förderung der höheren Frauenbildung als Laborassistent und von 1917 bis 1918 am Aleksejewski-Don-Polytechnik-Institut als Ingenieurtechnologe.
Im Januar 1918 wurde er Mitglied der Linken Sozialrevolutionäre und der Kosakenarmee von General Alexei Maximowitsch Kaledin, musste aber Ende Januar vor der Polizei fliehen. Ohne seine Familie kehrte er Im Februar nach Moskau zurück. Seine Ehefrau und seine beiden Töchter blieben in Nowotscherkassk. Im selben Jahr trat er in den Dienst des Volkskommissariats für Bildung (Foto- und Filmausschuss) und wurde dort stellvertretender Vorsitzender.
1919 wurde er als Lehrer am Ivanovo-Voznesensk Polytechnic Institut angestellt, wo er bald zum Direktor aufstieg. Nach dem Tod seiner Mutter kehrte Georg zusammen mit seinem Vater nach Moskau zurück und ließ sich als Lehrer für Biologie an der Universität Swerdlowsk (heute Russische Staatliche Agraruniversität) einstellen.
Die Firma Rezinotrest in Moskau stellte Bosse 1926 als Berater ein.
Im gleichen Jahr wurde er zum Leiter der ersten sowjetischen wissenschaftlichen Expedition nach Südamerika (Mexiko, Kolumbien und Guatemala) ernannt. Die dort gesammelten Samenproben südamerikanischer Pflanzen wurden nach seiner Rückkehr 1927 im Herbarium der Staatlichen Universität Moskau aufgenommen und er wurde zum Leiter des Fachbereichs Naturwissenschaften an der Höheren Gewerkschaftsschule ernannt. 1929 war er Forscher an die Moskauer Timiryazev Agricultural Academy und war einer der Gründer der Abteilung für Botanik am Orekhovo-Zuevsky Pädagogischen Institut (heute Staatliche Humanitäre und Technische Universität), die er leitete und wo er in den letzten Jahren lehrte.
Währenddessen schrieb er ein Buch unter dem Autorennamen Trostjanowsky (Тростяновский). Nach der Veröffentlichung des Buches im Ausland wurde er von der Moskauer Staatlichen Universität entlassen.
Danach arbeitete er an verschiedenen wissenschaftlichen Instituten, wo es hauptsächlich um die Ernährung durch Wildpflanzen aus der UdSSR ging. Zuletzt war er Leiter der Abteilung für Botanik und Pflanzenphysiologie am Staatlichen Pädagogisches Institut von Mordovia.
Bosse starb 1965 und wurde auf dem Wwedenskoje-Friedhof in Moskau begraben.

## Die Familie
Er war Angehöriger der russischen Linie der Familie Bosse. Sein Vater war der Hofrat Gustav Georg Conrad (Gustav Akselewitsch) Bosse (* 22. Mai 1850, Lemehnen, Creuzburg in Ostpreußen; † 1926, Iwanowo, Russland), welcher am 2. Juli 1885 erblicher Ehrenbürger wurde und seine Mutter war Louise Constance Clavel (* 10. Mai 1858, Moskau, Russland, † 21. Mai 1920, Iwanowo, Russland). Seine Großeltern waren Johann Axel Bosse (1820–1904, Riga, Livland) und Elisabeth Dorothea Sophia von Loppenove (1819–1904, Riga), sowie der Staatsrat Ludwig Friedrich Clavel (* 11. September 1828, Warschau, Polen, † ??) und Maria Virginia Baumann (* 21. November, Paris, Frankreich, † 31. März 1902, Moskau, Russland).
Er ist verwandt mit Eduard Theodor von Bosse (Onkel 3. Grades) und Fjodor Emiljewitsch de Bosse (Onkel 2. Grades).
Seine erste Frau Sinaida Konstantinowna Jastschembskaja lernte Bosse 1907 als Studentin kennen. Am 14. Januar 1908 beantragte Georg Gustawowitsch beim Rektor die Erlaubnis zur Eheschließung, und bereits im Studienjahr 1908/1909 trug Sinaida den Nachnamen Bosse. Die Ehe hielt bis 1918. Aus dieser Ehe stammten zwei Töchter.
Von 1921 bis 1930 war er mit Anna Aleksandrowna Frolowa verheiratet. Sie brachte einen Sohn mit in die Ehe, den Bosse adoptierte.
Im April 1941 heiratete er dann die Alexandra Timofejewna Derwitz, geborene Sepita.

## Auszeichnungen
- Stalin-Preis 1943 für die Entdeckung des heimischen Spindelbaumgewächses „Sibirischer Euonymus“.[4]

## Publikationen
- Г.Г.Боссэ: Готовьте из диких весенних растений, Москва 1942 (russisch) - G.G. Bosse: Cook with Wild Spring Plants, Moskau 1942, PDF
- Edmund Mater: Deutsche Wissenschaftler Russlands Enzyklopädie (A-K) Band 1